# Velles (gladiator)
Velles - znany także jako velites. Gladiator walczący pieszo, którego główną bronią była włócznia (będąca też w użyciu samnitow i Traków). Stosował także pętlę do rzucania, służącą do obezwładniania przeciwników. Jego przeciwnik uzbrojony był w tę samą broń. 